# О’Коннор, Фрэнсис (цирковая артистка)
Фрэнсис Белль О’Коннор (англ. Frances Belle O’Connor; 8 сентября 1914, Гранит-Фолс — 30 января 1982, Лонг-Бич, Калифорния) — знаменитая цирковая артистка по прозвищу «Венера Милосская». Родилась без обеих рук, что не мешало ей виртуозно готовить и употреблять еду, пить, вязать, курить и даже обнимать людей.

## Биография
Широкую популярность имела в 30-40-е годы благодаря участию в Цирковом шоу братьев Ринглинг и Цирке Барнума и Бейли. В 1932 году снялась в драме Тода Браунинга «Уродцы».
Личным продюсером Фрэнсис была её мать.
О’Коннор ушла из жизни в своём доме в Калифорнии в январе 1982 года. Ей было 67 лет.